# Čerkizovo
Čerkizovo (in russo Черкизово?) è una cittadina della Russia europea centrale, situata nell'oblast' di Mosca. Apparteneva amministrativamente al Puškinskij rajon.
Sorge nella parte centrale dell'oblast', pochi chilometri a nord di Mosca.